# Schoonebeekerveld
Het Schoonebeekerveld is een natuurgebied van circa 900 hectare van Staatsbosbeheer in de Drentse gemeente Emmen.
Het Schoonebeekerveld behoort samen met het Amsterdamsche Veld en het Meerstalblok tot het Bargerveen, een hoogveengebied, dat ooit deel uitmaakte van het Bourtangermoeras. Het Schoonebeekerveld is het meest zuidelijk gedeelte van het Bargerveen. Net als het Amsterdamsche Veld is het Schoonebeekerveld grotendeels afgegraven. De verkaveling van dit gedeelte van het Bargerveen staat haaks op de verkaveling in het Amsterdamsche Veld. De reden hiervan is, dat beide gebieden eertijds bij verschillende gemeenten (Schoonebeek en Emmen) hoorden. Sinds de gemeentelijke herindeling van 1998 ligt het gehele gebied binnen de gemeentegrens van Emmen.
In het Schoonbeekerveld bevinden zich nog de restanten van de bovenveencultuur: overblijfselen van huisplaatsen (gebruikt voor tijdelijk bewoning door veenarbeiders) en de daarbij behorende graslandjes.